# Sudan Airways
Sudan Airways (árabe: الخطوط الجوية السودانية) es la compañía aérea nacional de Sudán y es miembro de la Organización Árabe de Transportistas Aéreos. Fue fundada en 1947. Su centro de operaciones está en el Aeropuerto Internacional de Jartum. 

## Destinos
Sudán Airways opera los servicios regulares a los siguientes destinos (abril de 2023):

### Destinos nacionales
| País  | Destinos     | Aeropuertos                              |
| ----- | ------------ | ---------------------------------------- |
| Sudán | El-Fasher    | Aeropuerto de El Fasher                  |
| Sudán | El-Obeid     | Aeropuerto de El Obeid                   |
| Sudán | Geneina      | Aeropuerto de Geneina                    |
| Sudán | Jartum       | Aeropuerto Internacional de Jartum (HUB) |
| Sudán | Nyala        | Aeropuerto de Nyala                      |
| Sudán | Puerto Sudán | Aeropuerto Internacional de Puerto Sudán |

### Destinos internacionales
| Países                 | Destinos   | Aeropuertos                                     |
| ---------------------- | ---------- | ----------------------------------------------- |
| Arabia Saudita         | Riad       | Aeropuerto Internacional Rey Khalid             |
| Arabia Saudita         | Yeda       | Aeropuerto Internacional Rey Abdulaziz          |
| Chad                   | Yamena     | Aeropuerto Internacional de Yamena              |
| Egipto                 | El Cairo   | Aeropuerto Internacional de El Cairo            |
| Emiratos Árabes Unidos | Abu Dabi   | Aeropuerto Internacional de Abu Dabi            |
| Eritrea                | Asmara     | Aeropuerto Internacional de Asmara              |
| Etiopía                | Adís Abeba | Aeropuerto Internacional Bole                   |
| Nigeria                | Kano       | Aeropuerto Internacional de Kano - Mallam Aminu |
| Sudán                  | Jartum     | Aeropuerto Internacional de Jartum (HUB)        |
| Sudán del Sur          | Yuba       | Aeropuerto Internacional de Yuba                |

### Antiguos destinos
| Países                   | Destinos        | Aeropuertos                                    |
| ------------------------ | --------------- | ---------------------------------------------- |
| Alemania                 | Frankfurt       | Aeropuerto de Frankfurt                        |
| Baréin                   | Manama          | Aeropuerto Internacional de Baréin             |
| Catar                    | Doha            | Aeropuerto Internacional de Doha               |
| Comoras                  | Moroni          | Aeropuerto Internacional Príncipe Said Ibrahim |
| Egipto                   | Asuán           | Aeropuerto Internacional de Asuán              |
| Emiratos Árabes Unidos   | Al Ain          | Aeropuerto Internacional de Al Ain             |
| Emiratos Árabes Unidos   | Dubái           | Aeropuerto Internacional de Dubái              |
| Emiratos Árabes Unidos   | Sharjah         | Aeropuerto Internacional de Sharjah            |
| Francia                  | París           | Aeropuerto de París-Charles de Gaulle          |
| Grecia                   | Atenas          | Aeropuerto Internacional de Ellinikon          |
| Irak                     | Bagdad          | Aeropuerto Internacional de Bagdad             |
| Italia                   | Roma            | Aeropuerto de Roma-Fiumicino                   |
| Jordania                 | Amán            | Aeropuerto Internacional Reina Alia            |
| Kenia                    | Nairobi         | Aeropuerto Internacional Jomo Kenyatta         |
| Líbano                   | Beirut          | Aeropuerto Internacional Rafic Hariri          |
| Libia                    | Trípoli         | Aeropuerto Internacional de Trípoli            |
| Níger                    | Niamey          | Aeropuerto Internacional Diori Hamani          |
| Nigeria                  | Lagos           | Aeropuerto Internacional Murtala Muhammed      |
| Omán                     | Mascate         | Aeropuerto Internacional de Mascate            |
| Somalia                  | Mogadiscio      | Aeropuerto Internacional Aden Adde             |
| Sudán                    | Al Dabbah       | Aeropuerto de Al Dabbah                        |
| Sudán                    | Atbara          | Aeropuerto de Atbara                           |
| Sudán                    | Dinder          | Aeropuerto Galegu                              |
| Sudán                    | Dongola         | Aeropuerto de Dongola                          |
| Sudán                    | Er Roseires     | Aeropuerto de Er Roseires                      |
| Sudán                    | Gedaref         | Aeropuerto Azaza                               |
| Sudán                    | Kasala          | Aeropuerto de Kasala                           |
| Sudán                    | Kenana          | Aeródromo de Kenana                            |
| Sudán                    | Khashm el Girba | Aeropuerto de Khashm el Girba                  |
| Sudán                    | Kosti           | Aeropuerto Rabak                               |
| Sudán                    | Merowe          | Aeropuerto de Merowe                           |
| Sudán                    | Wad Madani      | Aeropuerto de Wad Medani                       |
| Sudán                    | Wadi Halfa      | Aeropuerto de Wadi Halfa                       |
| Sudán del Sur            | Malakal         | Aeropuerto de Malakal                          |
| Sudán del Sur            | Wau             | Aeropuerto de Wau                              |
| Reino Unido              | Londres         | Aeropuerto de Londres-Gatwick                  |
| Reino Unido              | Londres         | Aeropuerto de Londres-Heathrow                 |
| República Centroafricana | Bangui          | Aeropuerto Internacional de Bangui M'Poko      |
| Siria                    | Damasco         | Aeropuerto Internacional de Damasco            |
| Turquía                  | Estambul        | Aeropuerto Internacional Atatürk               |
| Uganda                   | Entebbe         | Aeropuerto Internacional de Entebbe            |
| Yemen                    | Adén            | Aeropuerto Internacional de Adén               |
| Yemen                    | Saná            | Aeropuerto Internacional de Saná               |

## Flota

### Flota actual
La flota de Sudan Airways consta de los siguientes aviones:

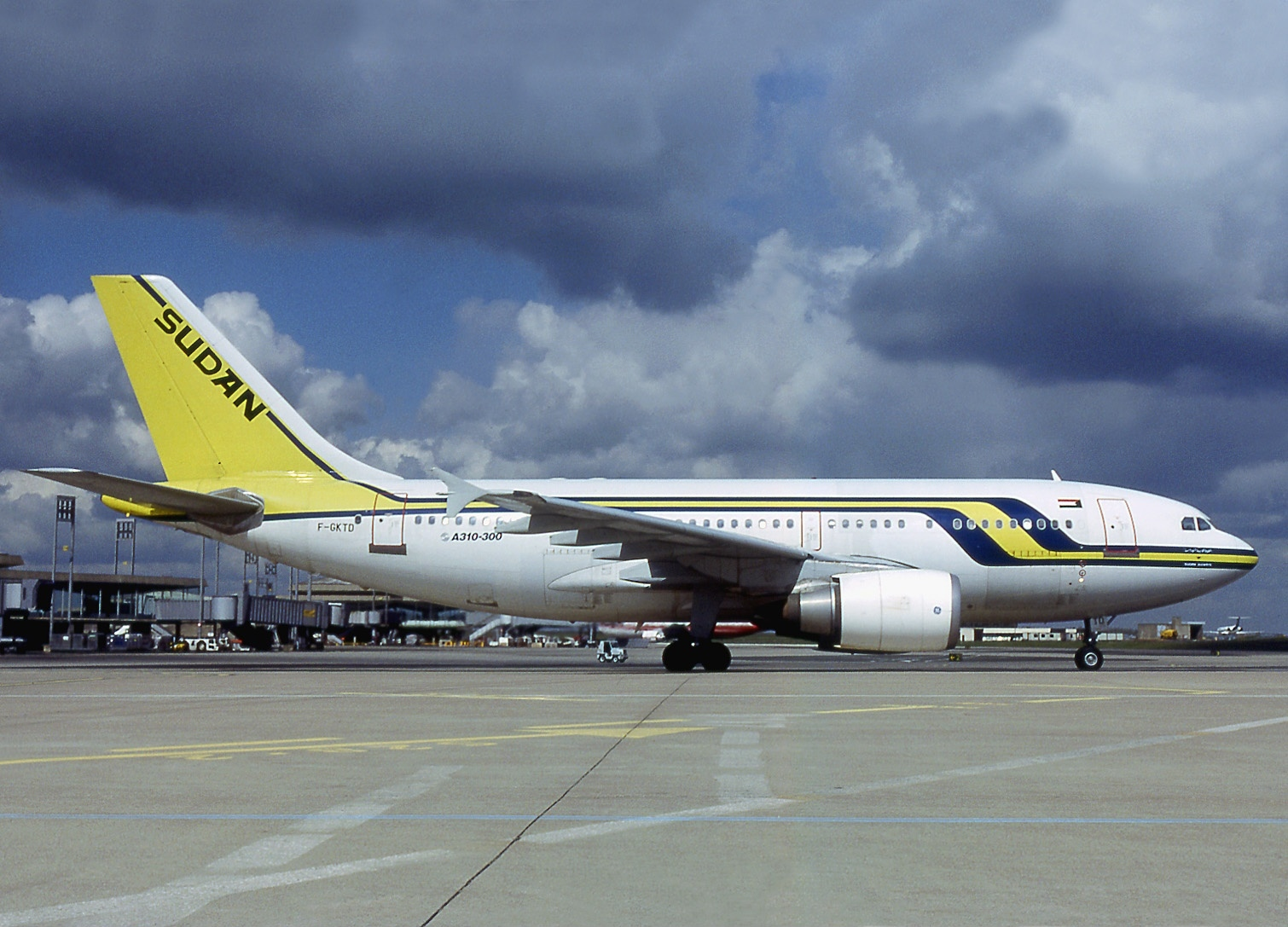
Airbus A310 de Sudan Airways en el Aeropuerto de París-Charles de Gaulle (1994)

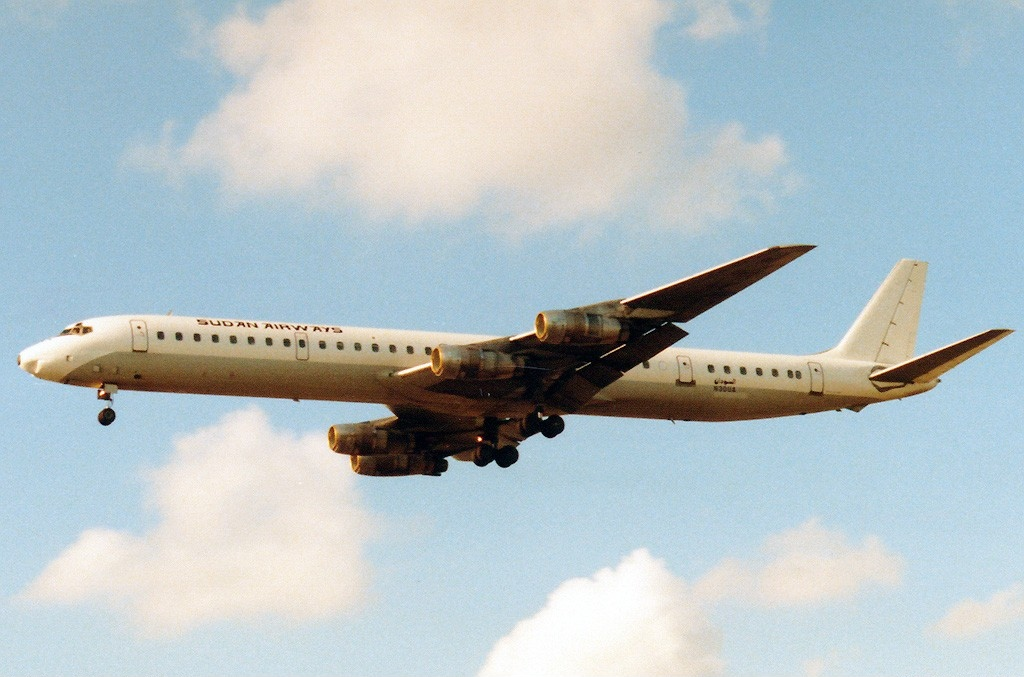
Douglas DC-8 de Sudan Airways cerca del Aeropuerto de Londres-Heathrow (1988)

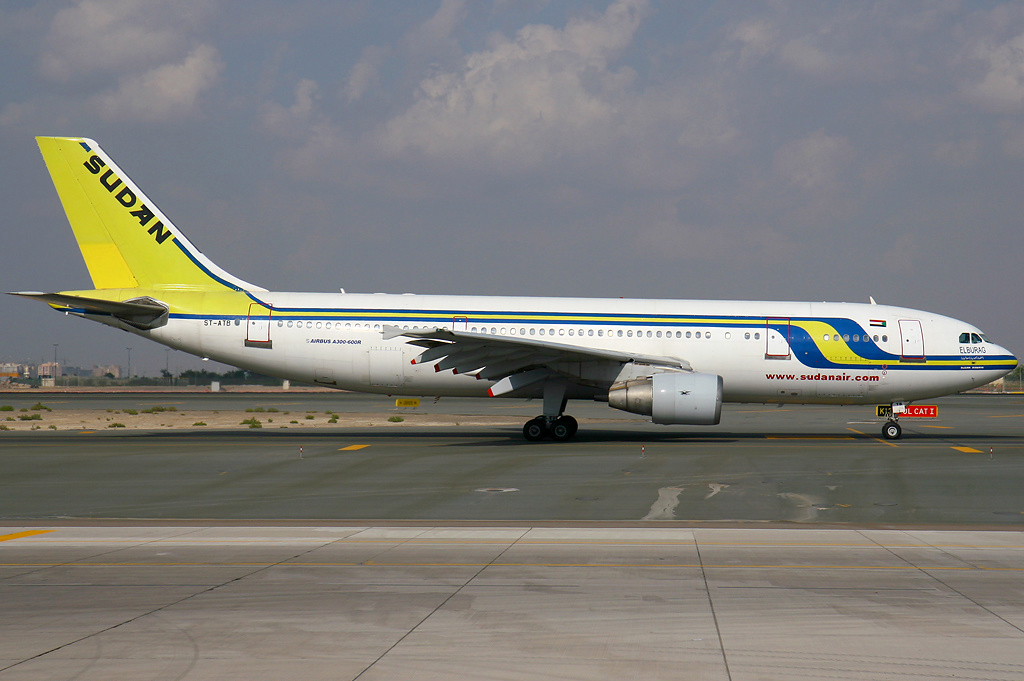
Airbus A300 de Sudan Airways en el Aeropuerto Internacional de Dubái (2008)

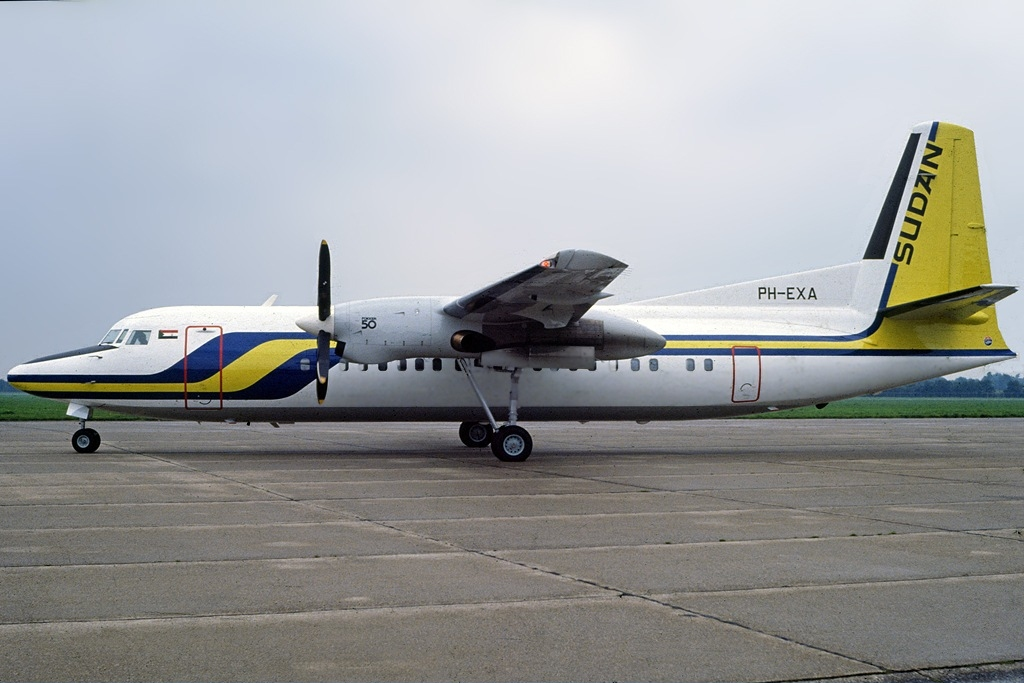
Fokker 50 de Sudan Airways antes de ser entregado a la aerolínea (1989)

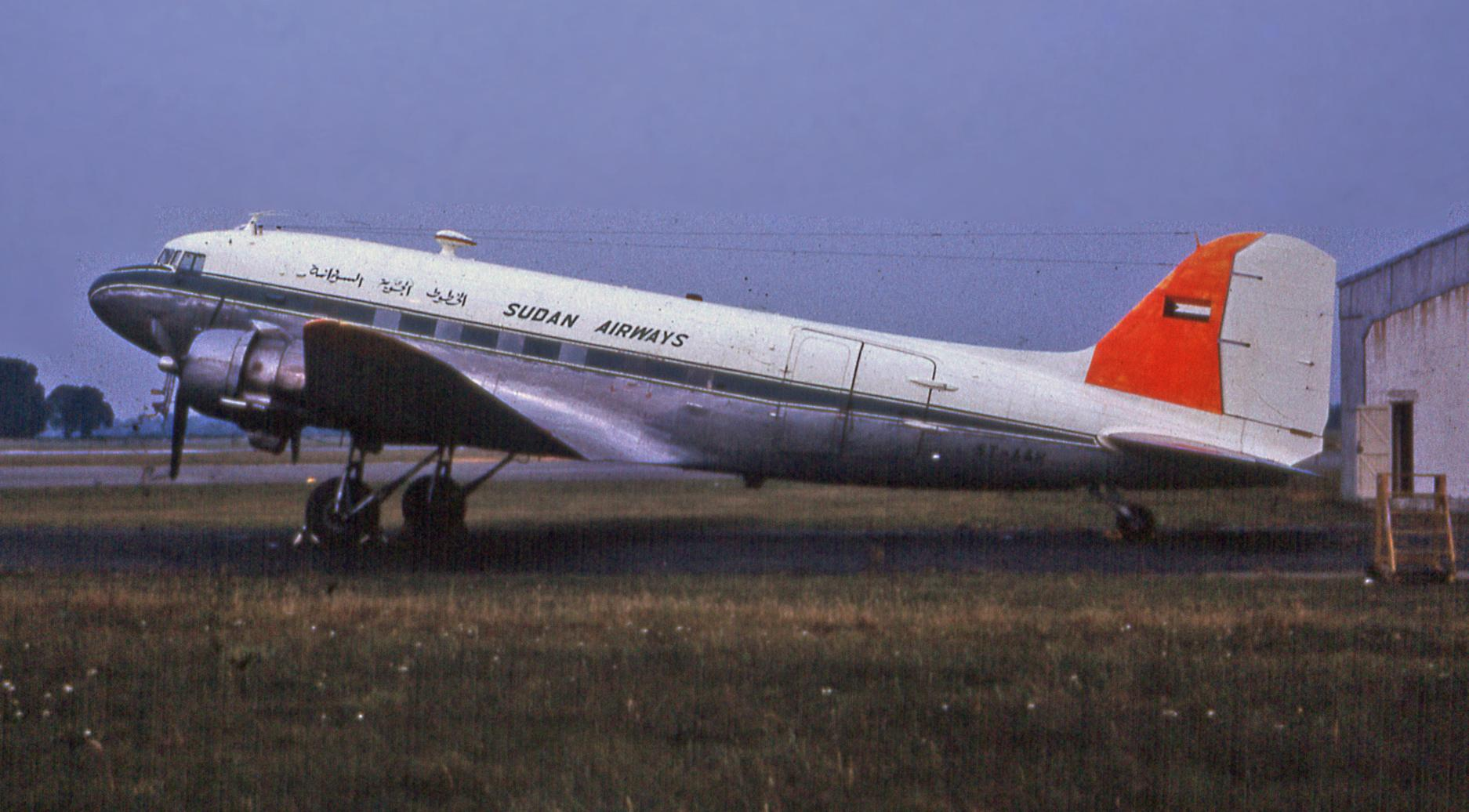
Douglas DC-3 de Sudan Airways. Esta aeronave operó con la aerolínea sudanesa entre 1957 y 1967.

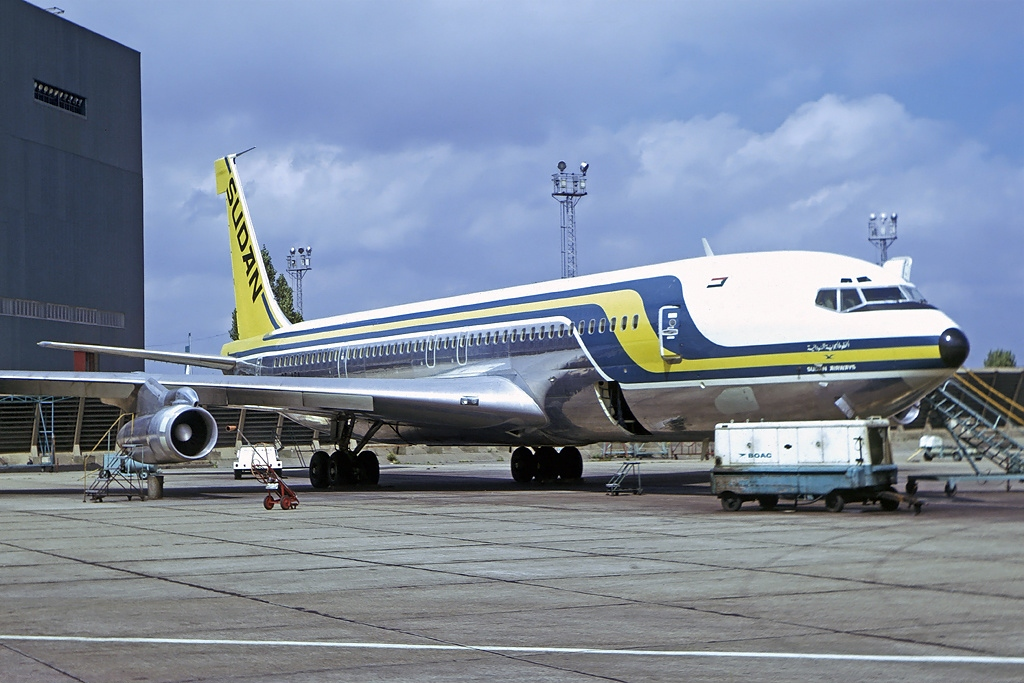
Boeing 707 de Sudan Airways en el Aeropuerto de Londres-Heathrow (1974)

| Aeronaves       | En servicio | Pedidos | Pasajeros (clase única)                            | Matrículas                                         | Antigüedad                                         |
| --------------- | ----------- | ------- | -------------------------------------------------- | -------------------------------------------------- | -------------------------------------------------- |
| Airbus A320-200 | 1           | —       | 180                                                | ST-MKW                                             | 18 años                                            |
| Boeing 737-300  | 1           | —       | 138                                                | C5-MAB                                             | 29,6 años                                          |
| Total           | 2           | —       | Edad media de la flota (enero de 2025): 23,8 años. | Edad media de la flota (enero de 2025): 23,8 años. | Edad media de la flota (enero de 2025): 23,8 años. |

### Flota histórica

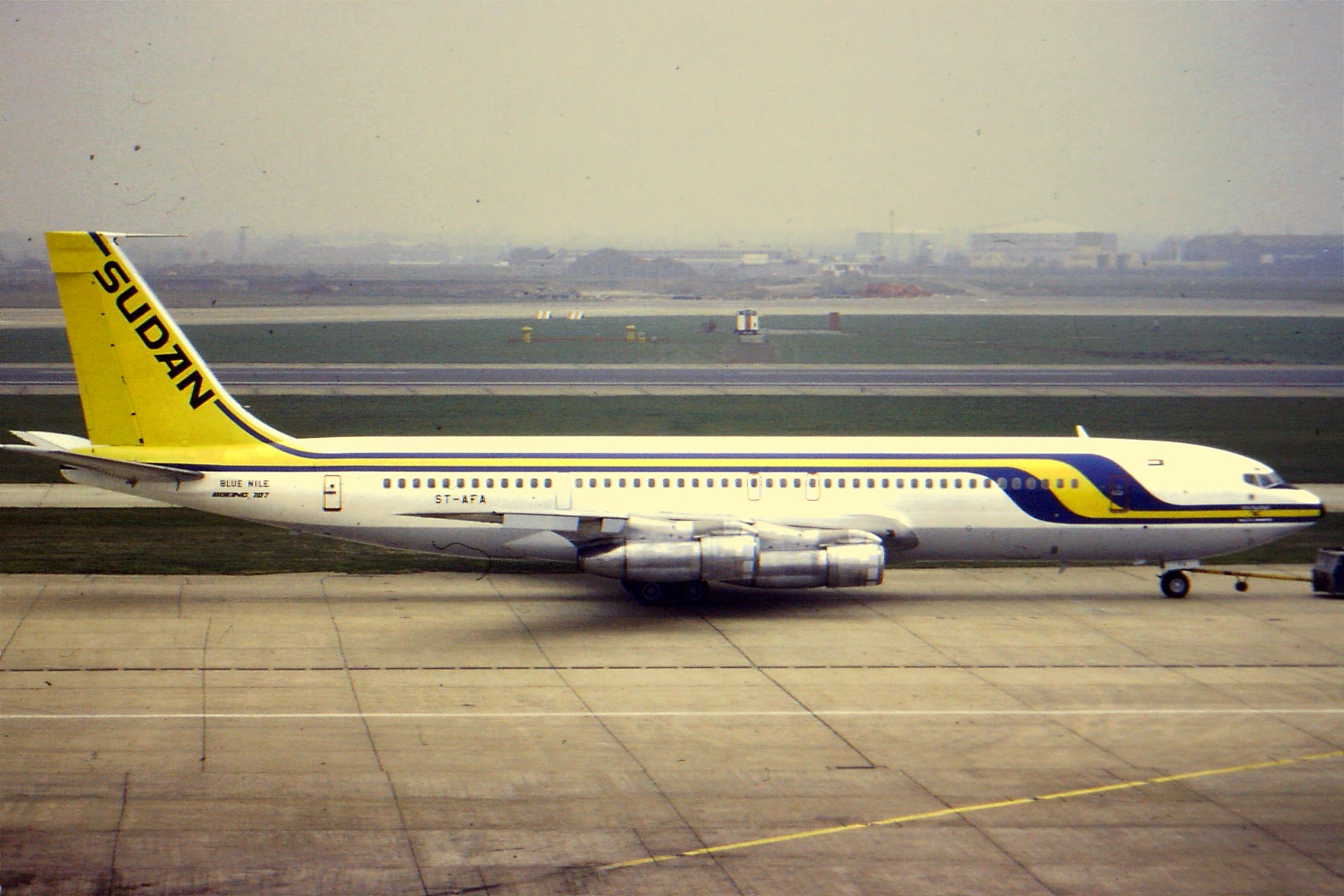
Boeing 707 de Sudan Airways en el Aeropuerto de Londres-Heathrow (c. 1974-1980)

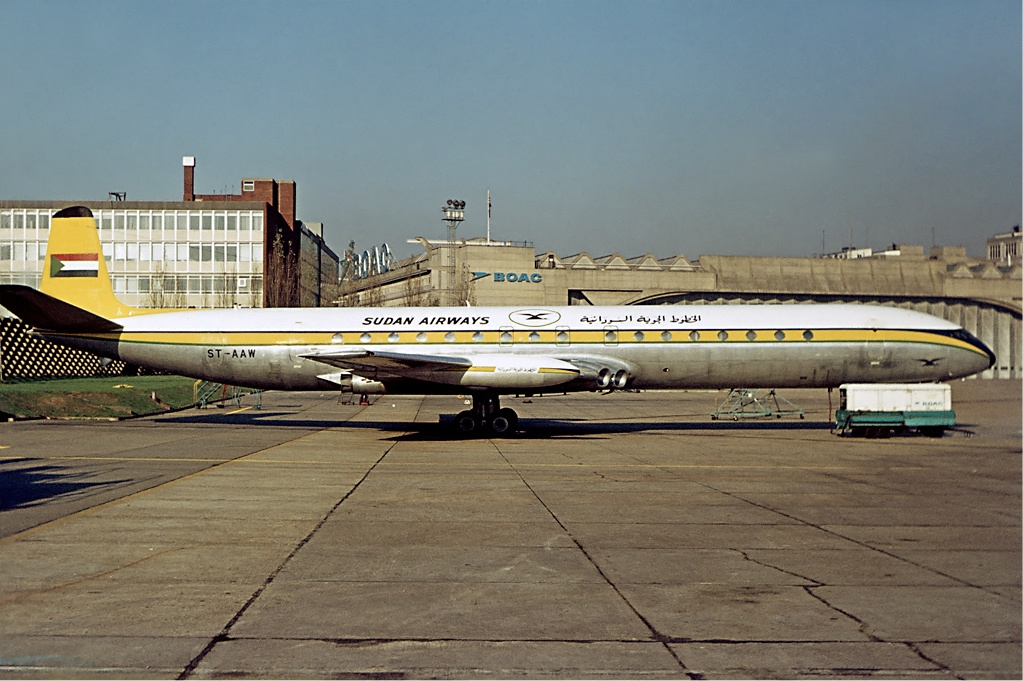
De Havilland Comet de Sudan Airways en el Aeropuerto de Londres-Heathrow (1972)

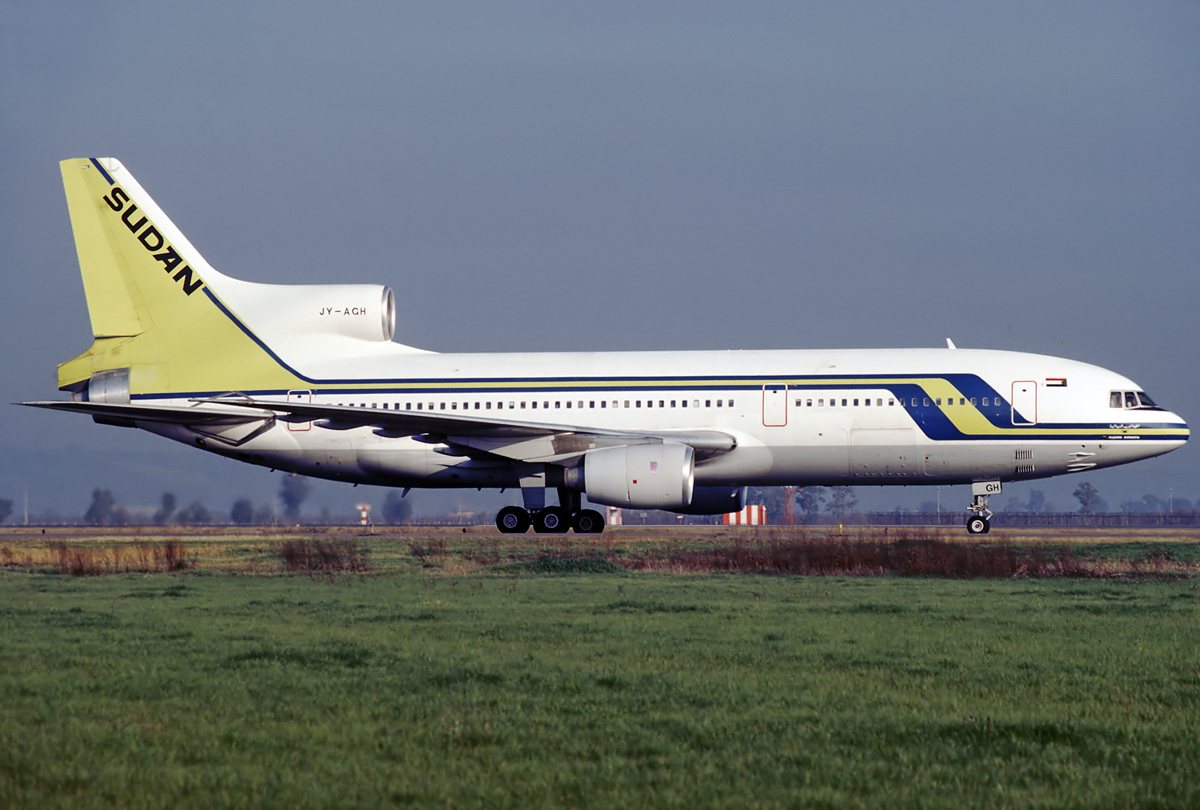
Lockheed L-1011 TriStar de Sudan Airways en el Aeropuerto de Roma-Fiumicino (1987)

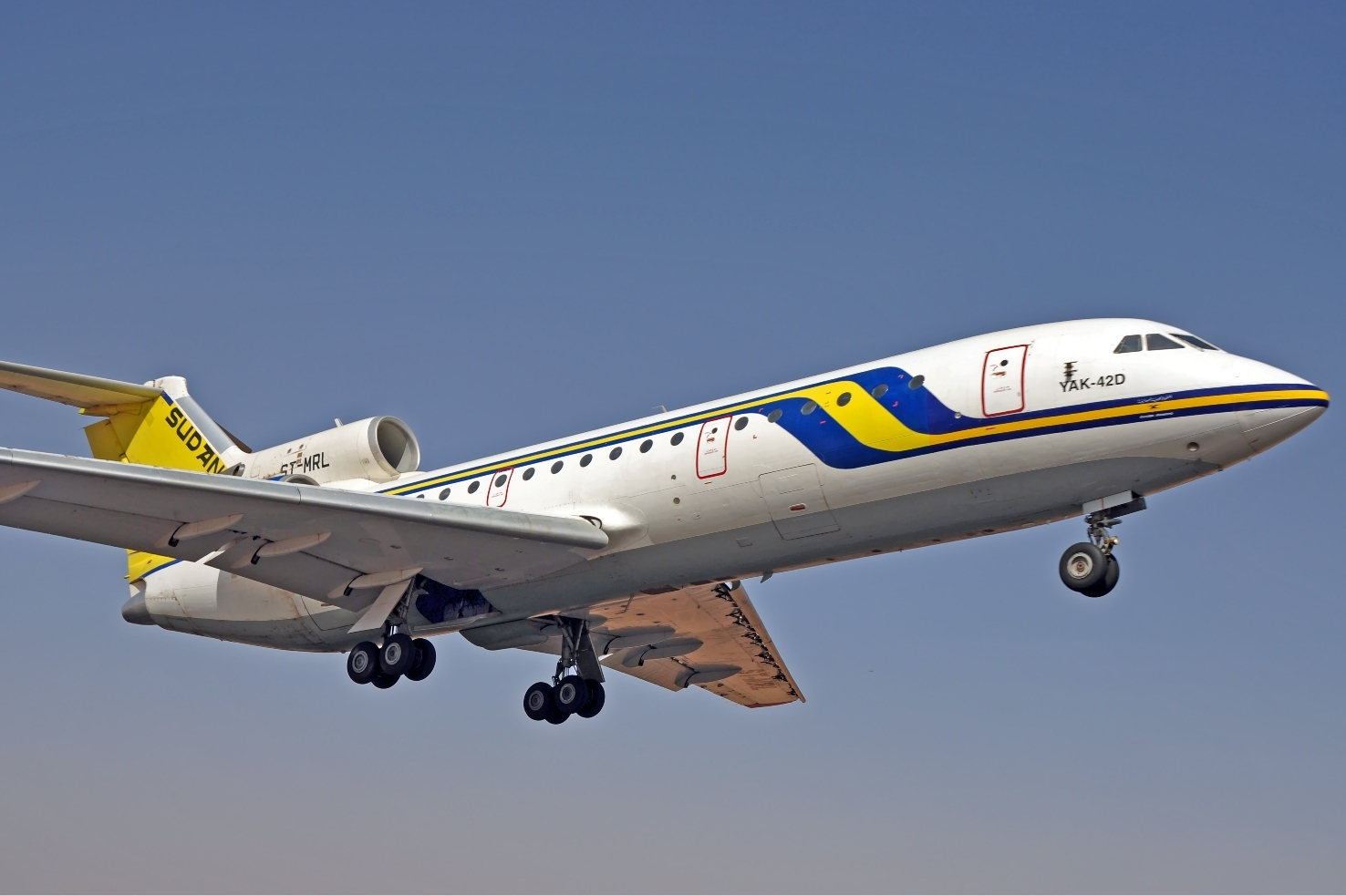
Yakovlev Yak-42 de Sudan Airways (2012)

| Aeronaves                            | Total | Introducido | Retirado | Matrículas |
| ------------------------------------ | ----- | ----------- | -------- | --- |
| Airbus A300                          | 12    | 1998        | 2013     | TC-ANI, TC-FLA, TC-OYC, TC-FLG, TC-FLL, F-ODTK (re-reg. ST-ASS), F-OIHB, F-OIHA, ST-ASS, ST-ASE, ST-ATB y ST-ATA             |
| Airbus A310                          | 10    | 1990        | 2010     | F-ODVF, F-OGYX, F-OHPQ, JY-JAV, F-OGQN, ST-AST, F-ODVF, ST-ATN, TC-SGB y F-GKTD                                              |
| Antonov An-24                        | 6     | 2002        | 2009     | EK-49275, EK-98116, EK-49273, EK-49275, EK-46507 y EK-47318                                                                  |
| Beechcraft King Air                  | 2     | 1993        | ??       | ST-SFS y ST-ANH |
| Boeing 707                           | 14    | 1972        | 2009     | G-AYBJ, EL-AJV, 9G-ACN, ST-AHG, G-AYVE, G-BFEO, ST-NSR, ST-AIM, OE-IDA, ST-AIX, ST-AKW, ST-AFA, ST-AFB y ST-DRS              |
| Boeing 720                           | 3     | 1977        | 1977     | N736T, N730T y N733T |
| Boeing 727-200                       | 3     | 1983        | 2006     | C5-SMM, TS-JHT y C5-SBM |
| Boeing 737-200                       | 6     | 1975        | 2007     | SE-DLD, ST-AFK, ST-AFL, TS-IOE, TS-IOF y YU-ANP                                                                              |
| Boeing 737-400                       | 1     | 2001        | 2001     | TC-ANH |
| Boeing 737-500                       | 1     | 2016        | 2016     | C5-AAN |
| Boeing 757-200                       | 1     | 2003        | 2003     | TC-FLD |
| De Havilland Canadá DHC-6 Twin Otter | 6     | 1968        | 2001     | ST-ADB, ST-ADC, ST-ADD, ST-AHT, ST-AFP y ST-AHV                                                                              |
| De Havilland Comet                   | 2     | 1962        | 1975     | ST-AAX y ST-AAW |
| De Havilland DH.104 Dove             | 4     | 1952        | 1967     | SN-AAE (re-reg. ST-AAE), ST-AAD, ST-AAC y SN-AAB                                                                             |
| Dornier Do 28                        | 2     | 1964        | ??       | ST-ACM y ST-ACO |
| Douglas DC-3/C-47                    | 5     | 1947        | 1971     | SN-AAI (re-reg. ST-AAI), SN-AAG (re-reg. ST-AAG), SN-AAH (re-reg. ST-AAH), SN-AAJ (re-reg. ST-AAJ) y SN-AAK (RE-REG. ST-AAK) |
| Douglas DC-8-60                      | 1     | 1988        | 1988     | N30UA |
| Fokker F27                           | 11    | 1962        | 2002     | ST-MMN, ST-ALG, ST-AAA, ST-AAR, ST-AAS, ST-AAY, ST-ALF, ST-ADX, ST-ADY, ST-ADW y ST-SSD                                      |
| Fokker 50                            | 7     | 1989        | 2022     | ST-ALN, ST-ALO, ST-ASD, ST-ASF, ST-ASI, ST-ASJ y ST-ASO                                                                      |
| Ilyushin Il-18                       | 1     | c. 2002     | 2004     | 3C-KKL |
| Lockheed L-1011 Tristar              | 4     | 1987        | 2006     | SE-DPP, 9L-LDC, 9L-LDE y JY-AGH                                                                                              |
| McDonnell Douglas MD-83              | 3     | 2006        | 2009     | SU-BOZ, SU-BME y EC-KCX |
| Vickers Viscount                     | 1     | 1959        | 1962     | ST-AAN |
| Yakovlev Yak-42                      | 3     | 2000        | c. 2015  | UN-42407, UN-42428 y ST-TAB                                                                                                  |

## Accidentes e incidentes[5]
- El 21 de febrero de 1967, un Douglas DC-3 (ST-AAM) que estaba siendo utilizado en un vuelo de entrenamiento y se disponía a aterrizar en el Aeropuerto Internacional de Jartum con un motor al ralentí cuando el avión viró a la izquierda perdiendo altura. El avión golpeó el techo de dos casas y golpeó un camión antes de estrellarse cerca del muro del cementerio. De sus dos pilotos sólo murió uno, el avión quedó destruido.
- El 6 de diciembre de 1971, un Fokker F27 Friendship (ST-AAY) que volaba en la ruta Jartum-Malakal no consiguió localizar ni contactar el Aeropuerto de Malakal, tampoco acertó a localizar ni pudo ponerse en contacto con el Aeropuerto de Yuba. Finalmente, el avión se quedó sin combustible y tuvo que aterrizar de emergencia. Al aterrizar, golpeó unos árboles, muriendo diez de sus 42 ocupantes.
- El 10 de mayo de 1972, otro Fokker F27 Friendship (ST-ADX) aterrizó en el Aeropuerto de El Obeid con un motor en llamas. La aeronave se salió de la pista, sin víctimas, pero el aparato quedó destruido.
- El 18 de marzo de 1975, un De Havilland Canadá DHC-6 Twin Otter (ST-ADB) se estrelló en el Parque Nacional Dinder durante un vuelo de inspección del aeródromo. Murieron cinco de sus seis ocupantes.
- El 6 de junio de 1977, un Fokker F27 Friendship (ST-ADW) tuvo un colapso del tren de aterrizaje delantero en el aeropuerto de El-Fasher. No hubo víctimas, pero la aeronave quedó destruida.
- El 10 de septiembre de 1982, un Boeing 707 (ST-AIM) amerizó en el río Nilo, a poca distancia del Aeropuerto Internacional de Jartum, proveniente del Aeropuerto Internacional de Asuán. No hubo víctimas entre sus once ocupantes, pero el avión quedó destruido.
- El 5 de octubre de 1982, un Fokker F27 Friendship (ST-ASS) quedó destruido al aterrizar en el aeropuerto de Merowe. No hubo víctimas.
- El 2 de julio de 1985, otro Fokker F27 Friendship (ST-AAR) quedó destruido al aterrizar en el aeropuerto de Al Dabbah. No hubo víctimas.
- El 5 de julio de 1986, un Boeing 707 (matrícula desconocida) que cubría la ruta Bagdad-Jartum sufrió un intento de atentado terrorista. Los pilotos hicieron caso omiso al aviso y continuaron hasta su destino final, donde el supuesto terrorista fue detenido. No se encontraron explosivos a bordo.
- El 16 de agosto de 1986, un Fokker F27 Friendship (ST-ADY) que cubría la ruta Malakal-Jartum fue derribado por un misil tierra-aire 9K32 Strela-2 disparado por el Ejército de Liberación del Pueblo de Sudán. Murieron sus sesenta ocupantes.
- El 25 de marzo de 1991, otro Fokker F27 Friendship (ST-AAA) quedó destruido al chocar su cola en el despegue del Aeropuerto Internacional de Jartum. No hubo víctimas.
- El 6 de abril de 1994, un Boeing 737-200 (matrícula desconocida) fue secuestrado mientras cubría la ruta Jartum-Dongola y exigió ser llevado a El Cairo. Las autoridades egipcias desviaron el vuelo a Luxor y el secuestrador se entregó allí y pidió asilo político en Egipto, afirmando que el deterioro de las condiciones políticas y económicas en Sudán era insoportable.
- El 4 de enero de 1995, un Fokker 50 (matrícula desconocida) fue secuestrado mientras cubría la ruta Jartum-Merowe. Los secuestradores también exigieron aterrizar en El Cairo, pero el piloto logró convencerlos de que debía parar a repostar en Puerto Sudán. Las autoridades sudanesas liberaron a los rehenes y los secuestradores se rindieron poco después. Según los informes de los medios, los secuestradores eran recién casados y el marido afirmó que secuestrar el avión era la única forma que se le ocurrió para llevar a su esposa a El Cairo.
- El 24 de marzo de 1996, una aeronave desconocida que volaba entre Jartum y Puerto Sudán fue secuestrada unos veinte minutos después de despegar y obligaron pistola en mano a que el piloto aterrizarse en Asmara (Eritrea). Allí los secuestradores se entregaron a las autoridades eritreas, oponiéndose a la situación de Sudán; poco después se les concedió asilo político.
- El 26 de agosto de 1996, un Airbus A310 (F-GKTD) que volaba entre Jartum y Amán fue secuestrado por cuatro iraquíes y obligado a dirigirse a Londres. Después de repostar en el Aeropuerto Internacional de Lárnaca (Chipre), el avión se dirigió al Aeropuerto de Londres-Stanted, donde los secuestradores se rindieron y pidieron asilo político tras ser enjuiciados.
- El 19 de julio de 1998, un Boeing 737-200 (ST-AFL) que despegó de Jartum con destino Dongola sufrió un problema hidráulico poco después del despegue y volvió a Jartum. Allí se salió de la pista del Aeropuerto Internacional de Jartum tras aterrizar y el avión quedó destruido, afortunadamente sin víctimas.
- El 11 de junio de 2002, un Fokker F27 Friendship (ST-SSD) que realizaba un vuelo de entrenamiento intentó despegar, pero informó de que no se elevaban los flaps. Al intentar tomar tierra, los neumáticos estallaron y el avión se salió de la pista. No hubo víctimas, pero la aeronave sufrió daños de consideración.
- El 8 de julio de 2003, un Boeing 737-200 (ST-AFK), que volaba en la ruta Puerto Sudán-Jartum, perdió potencia en uno de sus motores, lo que motivó a la tripulación a regresar al aeropuerto para un aterrizaje de emergencia. Al hacerlo, los pilotos perdieron la pista del aeropuerto y el avión descendió hasta que chocó contra el suelo, desintegrándose después del impacto. De las 117 personas a bordo, 116 murieron. (Ver vuelo 139 de Sudan Airways).
- El 23 de junio de 2006, un McDonnell Douglas MD-83 (SU-BOZ) que volaba de Nairobi a Yuba tuvo problemas para aterrizar y se salió de la pista del Aeropuerto Internacional de Yuba. No hubo víctimas y el avión pudo ser reparado. Se considera que el mantenimiento deficiente y las comprobaciones inadecuadas antes del vuelo y el aterrizaje son un factor que contribuyó a este incidente.
- El 12 de diciembre de 2006, un Fokker 50 (ST-ASJ) sufrió un colapso del tren de aterrizaje y se salió de la pista al aterrizar en el aeropuerto de Kenana. Ninguno de los pasajeros ni la tripulación resultaron heridos, pero el avión quedó destruido.
- El 20 de marzo de 2007, un Airbus A300 (matrícula desconocida) con 284 personas a bordo, que volaba de Trípoli a Jartum fue secuestrado por un sudanés que reclamaba ser llevado a Sudáfrica. El avión se dirigió a Jartum, donde el secuestrador fue detenido.
- El 20 de junio de 2008, un Airbus A310 (ST-ATN) que cubría la ruta Amán-Damasco-Jartum se disponía a aterrizar en el Aeropuerto Internacional de Jartum. La aeronave tocó el suelo de la pista de aterrizaje, el capitán del vuelo no activó el freno automático, se dio cuenta de su error, pero la aeronave siguió con una velocidad de 515 km/h, finalmente el avión se estrelló en un terraplén perdiendo el tren de aterrizaje y incendiándose al lado de la pista del aeropuerto. Murieron 30 de sus 214 ocupantes. (Ver Vuelo 109 de Sudan Airways).
- El 21 de octubre de 2009, un Boeing 707 (ST-AKW), configurado para carga, que cubría la ruta Sharjah-Jartum sufrió una pérdida de uno de los cuatro motores y decidió regresar a Sharjah, pero perdió altitud en la maniobra de vuelta y se estrelló, muriendo sus seis ocupantes.
- El 2 de octubre de 2011, un Fokker 50 (ST-ASD) que volaba de Jartum a Malakal quedó destruido al aterrizar con el tren de aterrizaje recogido. No hubo víctimas.
- El 7 de marzo de 2012, un Boeing 737-500 (matrícula desconocida) que volaba de Geneina a Jartum sufrió un intento de secuestro con órdenes de dirigirse a Uganda. El secuestrador fue reducido y el avión se desvió a El Obeid.
- El 4 de febrero de 2019, un Boeing 737-300 (ST-TAL), que volaba de El Cairo a Jartum, sufrió un intento de secuestro. El secuestrador fue reducido por miembros de la tripulación y el vuelo pudo continuar a Sudán. El hombre estaba entre varios pasajeros que fueron deportados de Egipto a Sudán.